# Кінзінью
Жуакім Алберту Сілва (порт. Joaquim Alberto Silva), відомий як Кінзінью (порт. Quinzinho, 4 березня 1974, Луанда — 15 квітня 2019, Алверка-ду-Рібатежу) — ангольський футболіст, що грав на позиції нападника, зокрема за низку португальських і китайських клубних команд, а також за національну збірну Анголи.

## Клубна кар'єра
У дорослому футболі дебютував 1994 року виступами за бразильську команду «АС Арапіракенсе». Наступного року приєднався до португальського «Порту». Був гравцем цієї команди до 1999 року, так і не пробившись до її основного складу, хоча й став триразовим чемпіоном Португалії. Натомість у 1997–1998 роках віддавався в оренду до команд «Уніан Лейрія» та «Ріу-Аве», де отримував більше ігрової практики.
1999 року провів одну гру за іспанський «Райо Вальєкано», після чого продовжив кар'єру у Портигалії у складі «Фаренсе», «Авеша» та «Альвеки».
Протягом 2002–2009 років виступав у Китаї, де захищав кольори «Гуанчжоу Евергранд», «Сямень Ланьші» та «Вусі Зобон». Згодом грав на батьківщині за  «Рекреатіву да Каала», а завершував ігрову кар'єру у 2010–2011 роках у бразильскому «АС Арапіракенсе», де свого часу її і починав.

## Виступи за збірну
1994 року дебютував в офіційних матчах у складі національної збірної Анголи.
У складі збірної був учасником Кубка африканських націй 1996 року у ПАР та Кубка африканських націй 1998 року у Буркіна Фасо.
Загалом протягом кар'єри в національній команді, яка тривала 8 років, провів у її формі 36 матчів, забивши 7 голів.

## Подальше життя і смерть
Працював фізіотерапевтом у команді «Вілафранкенсе». 15 квітня 2019 року під час пробіжки у місті Алверка-ду-Рібатежу мав сердцевий напад і невдовзі помер на 46-му році життя.

## Титули і досягнення
- Чемпіон Португалії (3):

«Порту»: 1995-1996, 1996-1997, 1998-1999
- Володар Суперкубка Португалії (2):

«Порту»: 1996, 1998
- Переможець Ліги Алагоано (1):

«АС Арапіракенсе»: 2011